# حبس‌شده (فیلم ۲۰۲۵)
حبس شده (انگلیسی: Locked) یک فیلم دلهره‌آور آمریکایی محصول ۲۰۲۵ به کارگردانی دیوید یارووسکی و بازی آنتونی هاپکینز و بیل اسکاشگورد است. این فیلم، بازسازی انگلیسی‌زبان فیلم اکشن آرژانتینی  4x4 (محصول ۲۰۱۹) است.

## طرح داستانی
یک جوان بی‌پروا که خودروها را به سرقت می‌برد، درون یک خودروی به‌شدت اصلاح‌شده توسط یک جامعه‌ستیز مرموز گرفتار می‌شود. این جامعه‌ستیز قصد دارد به او درس «عواقب» سبک زندگی‌اش را بدهد.

## بازیگران
- بیل اسکارسگارد در نقش ادی باریش
- آنتونی هاپکینز در نقش ویلیام
- اشلی کارترایت در نقش سارا
- مایکل اکلوند در نقش کارل
- نوید چرخی در نقش باتر